# Duncan I av Skottland
Duncan I av Skottland (gaeliska: Donnchad mac Crínaín), född omkring 1001, död 14 augusti 1040, kung av Skottland, dotterson till Malcolm II (Máel Coluim mac Cináeda), vilken han efterträdde 1034. 
Duncan var invecklad i strid med den northumbriska jarlen Eadulf och den norska jarlen Torfinn på Orkneyöarna. Under ett fälttåg mot den senare dräptes han av sin fältherre Mac Bethad mac Findlaích eller Macbeth, hövding över Moray, 1040. De sägner om denna händelse, som fanns upptecknade i Holinsheds krönika, ligger till grund för Shakespeares tragedi Macbeth.